# わたしの毎日
『わたしの毎日』（わたしのまいにち）は、2018年6月に石川ひとみのデビュー40周年を記念して発売された35年ぶり9枚目のオリジナルアルバムである。

## 解説
- 5月25日にデビュー40周年を迎えるにあたり、3月に2枚組ベストアルバムが発売され、それに続いてオリジナルアルバムが発売された。
- ボーナストラックとして「まちぶせ（81-18バージョン）」として、1981年に発売されたシングル「まちぶせ」から石川のボーカルを抜き出したものと、現在の歌唱とを組み合わせたものが収録されている。
- アルバム発売後の7月に発売記念ライブ、10月には40周年記念コンサート、さらにその追加公演が2019年に東京と名古屋で開催された。

## 収録曲
1. わたしの毎日（作詞：田島由紀子／作曲・編曲：三宅修一）
  - 音楽ユニットBARGAINSが提供した楽曲。
2. 星のまばたき（作詞・作曲：鈴木祥子／編曲：山田直毅）
3. あなたとならば（作詞：山上路夫／作曲：鈴木淳／編曲：山田直毅）
  - O'sのシングル「あなたとならば」のカバー。
4. ベリバービリバー（作詞：昆真由美／作曲：吉田誠志／編曲：山田直毅）
5. 君の声（作詞：石川ひとみ・梅口敦史／作曲：梅口敦史／編曲：山田直毅）
6. 赤い靴（作詞：山田ひろし／作曲・編曲：山田直毅)
7. 願いはひとつ（作詞：田島由紀子／作曲：上地等／編曲：山田直毅）
8. 自由な世界（作詞・作曲：HIDEHITO IKUMO／編曲：山田直毅）
9. もんしろちょう（作詞・作曲：松本タカヒロ／編曲：山田直毅）
  - 國府田マリ子のシングル「もんしろちょう」のカバー。
10. 40回目のlove song（作詞：三浦徳子／作曲・編曲：山田直毅）
11. まちぶせ（81-18バージョン）（作詞・作曲：荒井由実／編曲：山田直毅／原編曲：松任谷正隆）